# 國防部軍犬育訓中心
國防部軍犬育訓中心是中華民國國防部一個已裁撤的機構，位於台中后里，由憲兵203指揮部主管，專事育訓軍犬。曾經擁有五百隻軍犬。2000年，在九二一大地震後因精實案遭到裁撤。2008年，其舊址改建為海關緝毒犬培訓中心。